# Скоттат
Скоттат — самотёчная скважина сульфатно-хлоридной натриево кальциевой питьевой минеральной воды. Минерализация воды 6,5-6,8 г/л. В 2008 году Постановлением Правительства РСО-Алания признана действующим Памятником природы регионального значения. Дебит источника 0,05 л/с.
Минеральный источник Скоттат расположен в Махческом сельском поселении Ирафского района РСО-Алания, в 750 метрах на юго-восточнее села Вакац. В границах ФГБУ «Национальный парк „Алания“».